# NGC 7119/2
NGC 7119/2 је спирална галаксија у сазвежђу Ждрал која се налази на NGC листи објеката дубоког неба.
Деклинација објекта је - 46° 31' 11" а ректасцензија 21h 46m 14,9s. Привидна величина (магнитуда) објекта NGC 7119 износи 13,0 а фотографска магнитуда 13,7. NGC 71192 је још познат и под ознакама NGC 7119B, ESO 288-1, AM 2143-464, IRAS 21430-4644, PGC 67322.